# Dụ Huân Linh
Dụ Huân Linh (phồn thể: 裕勛齡; giản thể: 裕勋龄; bính âm: Yù Xūnlíng; Wade–Giles: Yü Hsün-ling; khoảng 1874-1943) là một nhiếp ảnh gia người Trung Quốc đầu thế kỷ XX. Ông là nhiếp ảnh gia duy nhất được phép chụp ảnh Từ Hi Thái hậu và là tác giả của những bức ảnh duy nhất của Thái hậu Từ Hi vẫn còn tồn tại.

## Thân thế
Dụ Huân Linh là con thứ hai của Dụ Canh, một đại thần cuối đời Thanh. Là một người được biết đến với quan điểm tiến bộ, cải cách; Dụ Canh đã hướng con cái mình theo hướng giáo dục kiểu phương Tây, kể cả con gái, một điều rất bất thường ở thời kỳ đó; càng đặc biệt hơn khi Dụ Canh là một người trung thành với Từ Hi, lại là một người cực kỳ thủ cựu. 

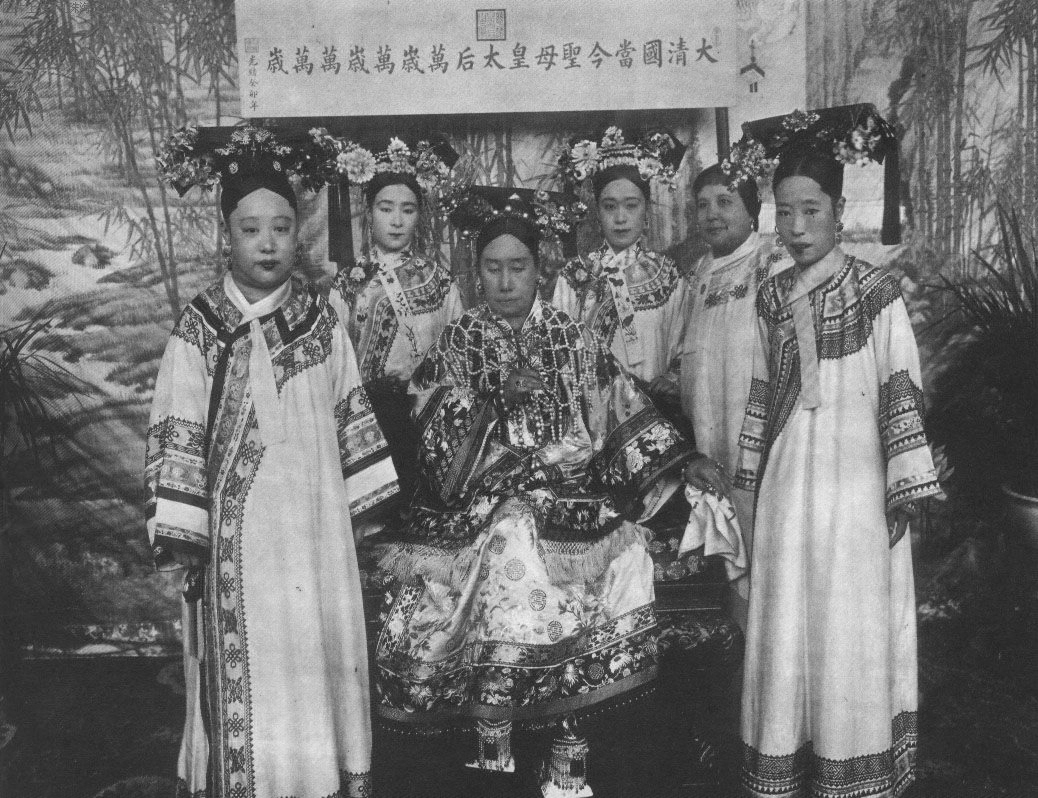
Một tấm ảnh về Từ Hi thái hậu do Dụ Huân Linh chụp. Ba phụ nữ đứng phía sau lần lượt từ trái sang là 2 em gái của ông: Dung Linh, Đức Linh, và mẹ ông, bà Louisa Pearson.

Như những người anh em khác của mình, nguyên họ gốc của Huân Linh là họ Từ, nhưng sau khi cha ông được nhập tộc vào Hán quân Chính Bạch kỳ, theo lệ "Tùy danh tính", các anh em ông đều đổi thành họ Dụ. Từ năm 1895 đến 1902, thân phụ ông, Dụ Canh, được triều đình bổ làm sứ thần tại Nhật Bản, Pháp. Các anh em ông đều theo cha sống ở ngoại quốc. Trong thời gian thân phụ làm sứ thần tại Pháp, Huân Linh đã học được nghề nhiếp ảnh. Mẹ của ông là Louisa Pearson, một phụ nữ lai Hoa, con gái của một thương gia Boston làm việc tại Thượng Hải.
Năm 1902, Dụ Canh được triều đình triệu hồi về nước. Bấy giờ, sau khi xảy ra sự kiện Liên quân tám nước cướp phá Bắc Kinh, Từ Hi thái hậu muốn nhanh chóng xây dựng mối quan hệ cá nhân tốt đẹp với các đại sứ nước ngoài. Hai em gái của Huân Linh là Đức Linh và Dung Linh được triệu nhập cung, trở thành 2 trong số 8 Ngự tiền nữ quan của Từ Hi, làm nhiệm vụ phiên dịch trong các cuộc gặp gỡ giữa Từ Hi với các phu nhân đại sứ ngoại quốc. Riêng Huân Linh, ông trở thành một nhiếp ảnh gia của triều đình. Từ năm 1903 đến 1905, Huân Linh đã chụp một số lượng lớn ảnh của Từ Hi thái hậu bằng máy ảnh mang về từ châu Âu. Một số bức ảnh đã cung cấp cho Từ Hi để làm quà tặng cho đại sứ ngoại quốc. Những bức ảnh gốc của Dụ Huân Linh có thể được tìm thấy trong Phòng trưng bày nghệ thuật Freer ở Washington, DC, Hoa Kỳ và các bản sao được chỉnh sửa lại để Từ Hi trông trẻ hơn nhiều có thể được tìm thấy ở Tử Cấm Thành Bắc Kinh.

## Một số ảnh tuyển chọn

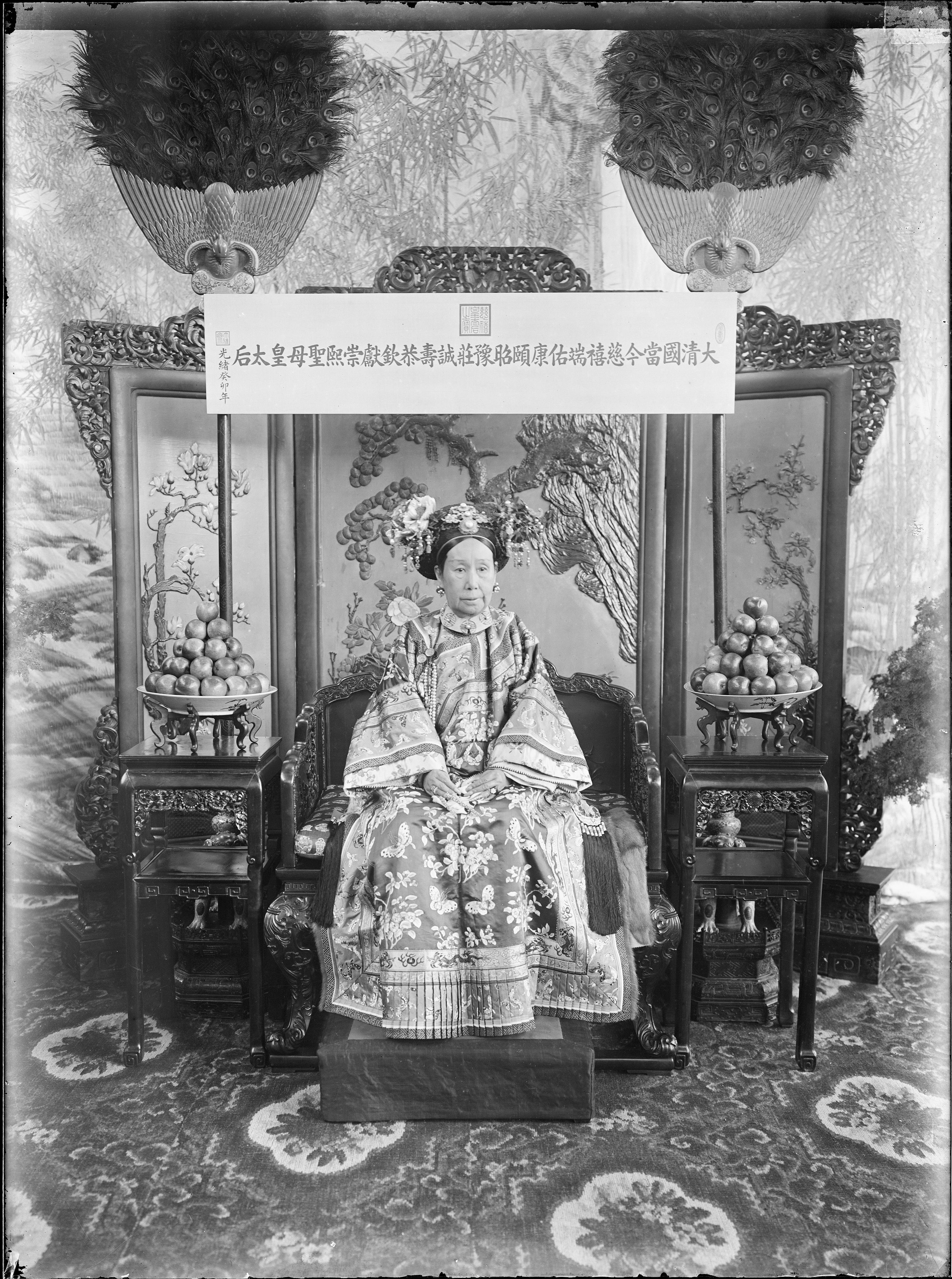
Từ Hi thái hậu
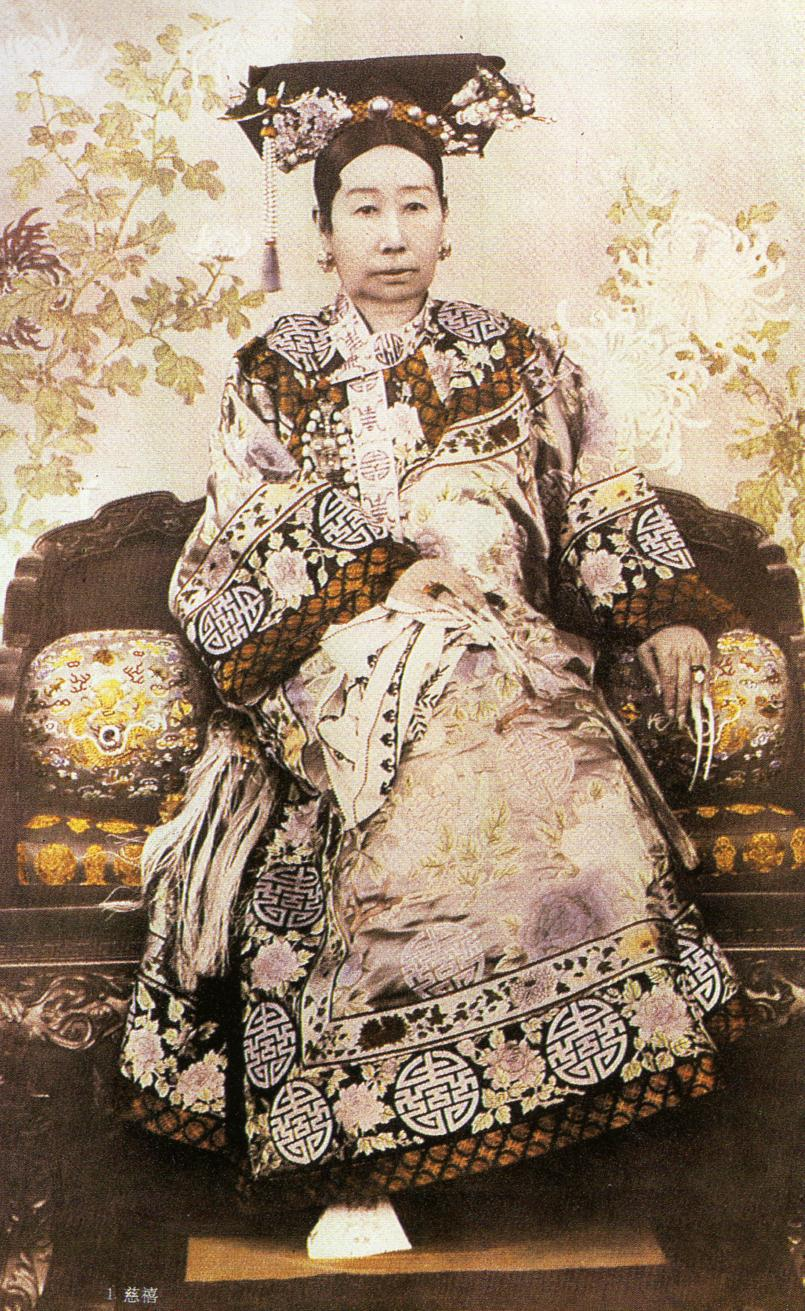
Từ Hi thái hậu
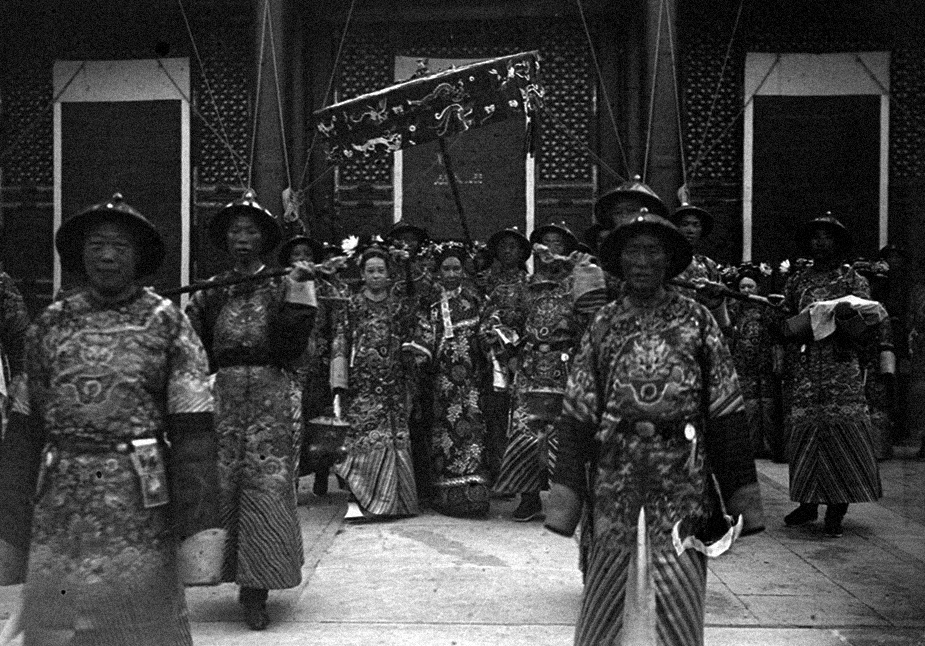
Từ Hi và các hầu cận
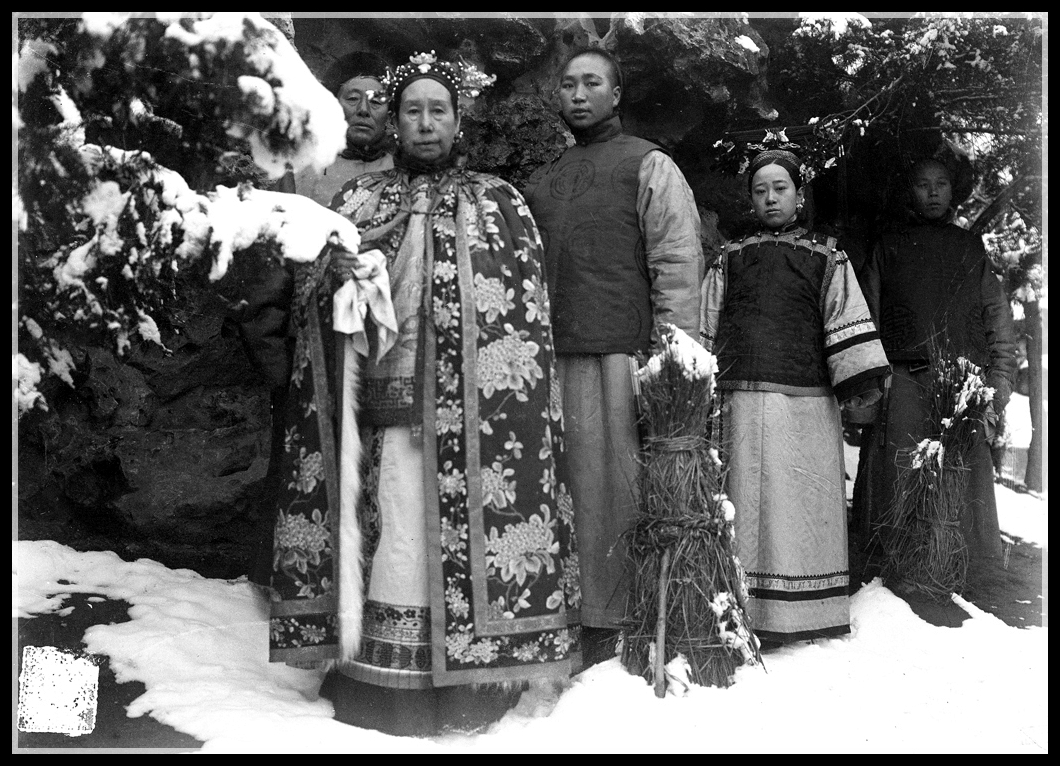
Từ Hi và các hầu cận